# جهاز التنفس عند الطيور

جهاز التنفس عند الطيور

جهاز التنفس عند الطيور تتنفّس أنواع الطيور المختلفة بطريقة أكثر كفاءة من جميع الحيوانات الفقاريّة البريّة الأخرى، إذ يمرّ الهواء من خلال قنوات الرئتين ومن خلال أوعية دمويّة صغيرة تسمّى بالإنجليزيّة (Parabronchi)، حيث تحدث عمليّة تبادل الغازات، ومن الجدير بالذكر أنّ نظام التنفّس لدى الطيور أحاديّ الاتجاه، فالهواء يتدفّق من خلال القصبات الهوائيّة باتّجاه واحد فقط، حيث يشبه هذا التدفّق الأحاديّ الاتّجاه خياشيم الأسماك، وهذا بخلاف الحويصلات الهوائيّة ذات النهاية المغلّقة لدى الثديّيات. الشهيق والزفير لدى الطيور يمرّ الهواء في دورة التنفّس لدى الطيور من خلال عدّة مراحل تتمثّل بما يلي:
- الشهيق الأول: يتحرّك الهواء من خلال القصبة والشعب الهوائيّة إلى الأكياس الهوائيّة الخلفيّة.
- الزفير الأول: يتحرّك الهواء من الأكياس الهوائيّة الخلفيّة إلى الرئتين.
- الشهيق الثاني: يتحرّك الهواء من الرئتين إلى الأكياس الهوائيّة الأماميّة.
- الزفير الثاني: يتحرّك الهواء من الأكياس الهوائيّة الأماميّة مرّة أخرى إلى القصبة الهوائيّة ثم إلى الخارج.

## خصائص الجهاز التنفسيّ للطيور
يتمتّع الجهاز التنفسيّ للطيور بعدة خصائص، وهي:
الجهاز التنفسيّ لدى الطيور ينقل الأكسجين من الهواء إلى الأنسجة الداخليّة، ويتخلّص من ثاني أكسيد الكربون. يلعب الجهاز التنفسيّ لدى الطيور دوراً مهمّاً في المحافظة على درجة حرارة الجسم الطبيعيّة. يختلف الجهاز التنفسيّ لدى الطيور عن الفقاريّات الأخرى، حيث تمتلك الطيور رئتين صغيرتين نسبيا بالإضافة إلى تسعة أكياس هوائيّة تؤدّي دوراً مهمّاً في عمليّة التنفّس، ولكنها لا تشترك بشكل مباشر في عمليّة تبادل الغازات. تستطيع الطيور التنفّس من خلال الفم أو فتحتيّ الأنف لديها، حيث يدخل الهواء من خلال هذه الفتحات ثم يمرّ من خلال البلعوم ثم إلى شبه القصبة الهوائيّة وهي عادة ما تكون بطول الرقبة.
مراحل التنفّس لدى الطيور خلال عمليّة نموّ الطيور، تمرّ عمليّة التنفس بثلاث مراحل وهي:
- مرحلة ما قبل الولادة: يحدث تبادل الغاز خلال مرحلة ما قبل الولادة عن طريق الانتشار بين البيئة الخارجية ومنطقة الأوعية الدمويّة.
- مرحلة الفقس: تبدأ هذه المرحلة عندما يتغلغل المنقار في كيس الهواء بين الغشاء الهيكليّ الداخليّ والخارجيّ، ويحدث هذا خلال الأيام (2-3) الأخيرة من فترة الحضانة، خلال هذه المرحلة تبدأ الرئتين بالحلول محلّ غشاء المشيمة كحيّز لتبادل الغازات.
- مرحلة بعد الولادة: تبدأ مرحلة ما بعد الولادة عندما يخترق المنقار القشرة.